# Kanton Clermont
Der Kanton Clermont ist ein französischer Wahlkreis im Arrondissement Clermont, im Département Oise und in der Region Hauts-de-France; sein Hauptort ist Clermont. Vertreter im Generalrat des Departements ist seit 1982 André Vantomme (PS).

## Gemeinden
Der Kanton besteht aus 20 Gemeinden mit insgesamt 39.506 Einwohnern (Stand: 1. Januar 2022) auf einer Gesamtfläche von 130,81 km²:
| Gemeinde                 | Einwohner 1. Januar 2022 | Fläche km² | Dichte Einw./km² | Code INSEE | Postleitzahl |
| ------------------------ | ------------------------ | ---------- | ---------------- | ---------- | ------------ |
| Agnetz                   | 3.060                    | 12,94      | 236              | 60007      | 60600        |
| Bailleval                | 1.477                    | 8,01       | 184              | 60042      | 60140        |
| Breuil-le-Sec            | 2.526                    | 8,89       | 284              | 60106      | 60840        |
| Breuil-le-Vert           | 3.150                    | 7,37       | 427              | 60107      | 60600        |
| Catenoy                  | 1.080                    | 12,61      | 86               | 60130      | 60840        |
| Clermont                 | 10.704                   | 5,81       | 1.842            | 60157      | 60600        |
| Erquery                  | 592                      | 5,91       | 100              | 60215      | 60600        |
| Étouy                    | 839                      | 9,53       | 88               | 60225      | 60600        |
| Fitz-James               | 2.546                    | 9,65       | 264              | 60234      | 60600        |
| Fouilleuse               | 144                      | 2,91       | 49               | 60247      | 60190        |
| Labruyère                | 699                      | 2,41       | 290              | 60332      | 60140        |
| Lamécourt                | 194                      | 3,44       | 56               | 60345      | 60600        |
| Liancourt                | 6.884                    | 4,75       | 1.449            | 60360      | 60140        |
| Maimbeville              | 385                      | 5,75       | 67               | 60375      | 60600        |
| Nointel                  | 1.156                    | 9,35       | 124              | 60464      | 60840        |
| Rantigny                 | 2.538                    | 4,16       | 610              | 60524      | 60290        |
| Rémécourt                | 75                       | 2,78       | 27               | 60529      | 60600        |
| Rosoy                    | 622                      | 4,95       | 126              | 60547      | 60140        |
| Saint-Aubin-sous-Erquery | 348                      | 6,26       | 56               | 60568      | 60600        |
| Verderonne               | 487                      | 3,33       | 146              | 60669      | 60140        |
| Kanton Clermont          | 39.506                   | 130,81     | 302              | 6005       | –            |

Bis zur Neuordnung bestand der Kanton Chaumont-en-Vexin aus den 24 Gemeinden Agnetz, Airion, Avrechy, Avrigny, Bailleul-le-Soc, Blincourt, Breuil-le-Sec, Breuil-le-Vert, Bulles, Choisy-la-Victoire, Clermont, Épineuse, Erquery, Étouy, Fitz-James, Fouilleuse, Lamécourt, Litz, Maimbeville, La Neuville-en-Hez, Rémécourt, Rémérangles, La Rue-Saint-Pierre und Saint-Aubin-sous-Erquery. Sein Zuschnitt entsprach einer Fläche von 212,18 km2.